# فرودگاه آبی کینکولیس
فرودگاه آبی کینکولیس (به انگلیسی: Kincolith Water Aerodrome) یک فرودگاه همگانی است که یک باند فرود آب دارد. این فرودگاه در شهر کینکولیت، بریتیش کلمبیا کشور کانادا قرار دارد و در ارتفاع ۰ متری از سطح دریا واقع شده است.